# De Ravelijn

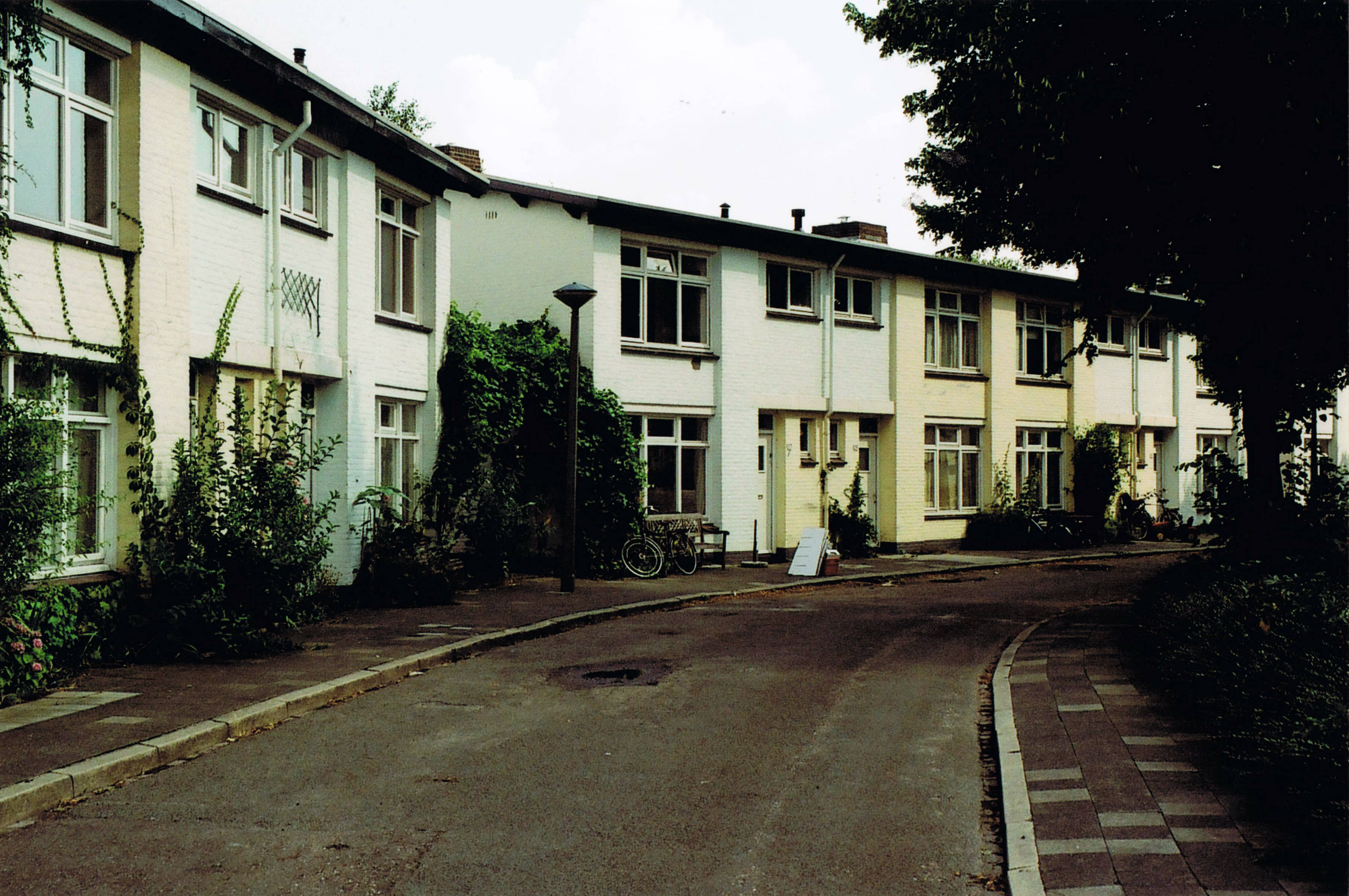
Mariabastion; centrale straat in de Ravelijn.

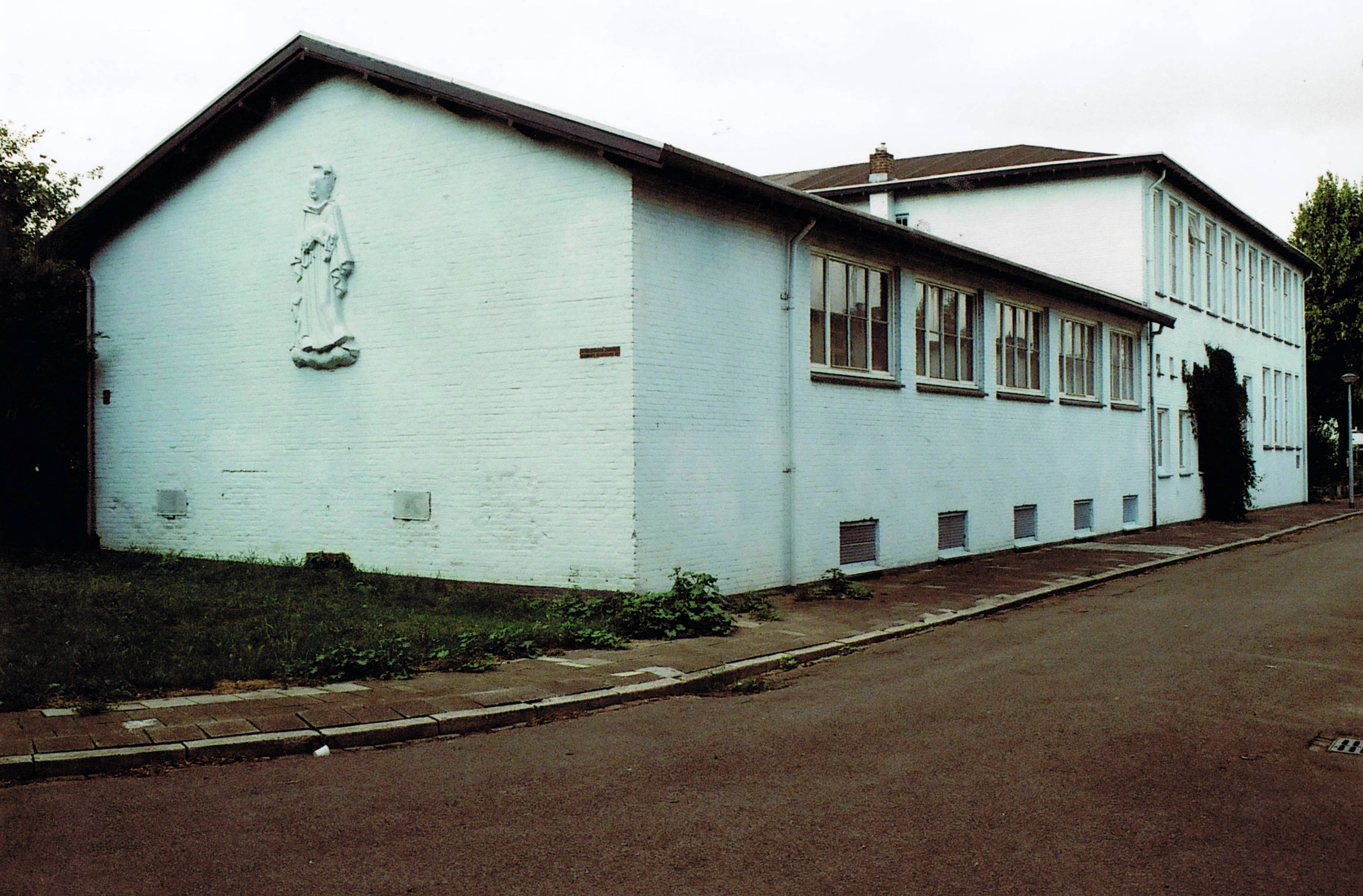
Het schoolgebouw.

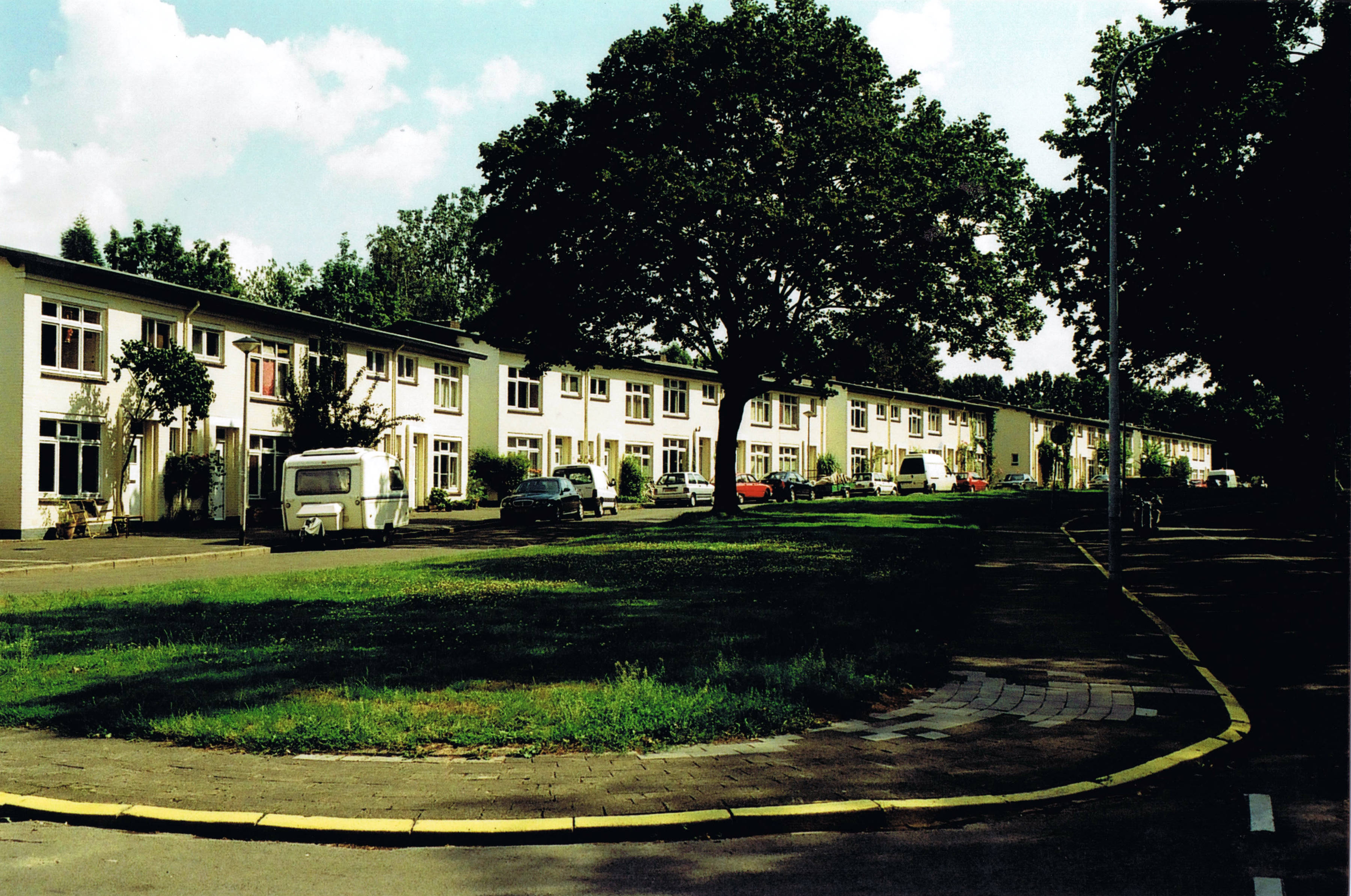
De Ravelijnstraat.

De Ravelijn is een woonwijkje aan de rand van de buurt Brusselsepoort in de Nederlandse stad Maastricht. Het ontstond in de jaren 1950 als woonschool en is thans een gemeentelijk monument.

## Geschiedenis
Al voor de Tweede Wereldoorlog werden er in Nederland zogenaamde woonscholen in de grote steden opgericht. Dit waren afzonderlijke woonbuurtjes met de bedoeling om de bewoners ervan op te voeden tot 'nette' huurders. Een proefschrift van de sociaal geograaf Harry Litjens lag ten grondslag aan het experiment van de woonschool in Maastricht. Litjens inventariseerde in zijn proefschrift de asociale en zwaksociale gezinnen in Maastricht, waarvan een groot deel woonde in het Stokstraatkwartier. In de Ravelijn werden "a-sociale" gezinnen, "onmaatschappelijken", voornamelijk vanuit het te renoveren Stokstraatkwartier, ondergebracht met het oogpunt hen te "resocialiseren".
De Ravelijn werd gebouwd in 1956 met als doel de heropvoeding van zwaksociale gezinnen. Het wijkje is ontworpen door Frans Dingemans en Jos Muré. De 104 woningen zijn gebouwd in hoefijzervorm rondom een centraal plein met daaraan het centrum voor de sociale begeleiding. Hier kregen de bewoners les in praktische vaardigheden als huishouden en sociale vaardigheden als solliciteren.
De bewoners werden onderverdeeld in vier categorieën, afhankelijk van de mate van woonbeschaving. Gezinnen met een zeer lage woonbeschaving werden dicht bij het wijkplein geplaatst. In de buitenste ring kwamen kansrijke gezinnen, die meer kans hadden door te stromen naar 'normale' wijken. In het complex waren geen voortuintjes, "in verband met de lage woonbeschaving."
Het complex werd gebouwd aan de rand van de stad vlak bij de voormalige vestingwerken de Hoge Fronten. De wijk was daardoor min of meer afgezonderd van de buitenwereld.
De stigmatisering van de bewoners van woonscholen werd vanaf de jaren zestig steeds meer bekritiseerd. Bovendien werden de doelstellingen van de woonschool niet of nauwelijks gehaald. In 1970 woonden er nog steeds 32 gezinnen uit het opleveringsjaar 1956.
Op 25 april 2001 zond de RVU een korte documentaire uit over De Ravelijn onder de titel 'Verbeter de Mensch', aflevering 'De Woonschool'.
Het wijkje kwam in de jaren 80 in aanmerking voor sloop. Studenten en kunstenaars mochten er met een tijdelijk huurcontract wonen. In deze tijd is de bewonersvereniging opgericht om hun wijk te kunnen behouden. Mede omdat de Ravelijn de oudste woonschool van Nederland is en nog in oorspronkelijke staat verkeerde, bleek zij van groot cultuurhistorische waarde. Uiteindelijk heeft men dan ook voor renovatie gekozen.